# آيديا ووركز جيم ستوديو
آيديا ووركز جيم ستوديو (بالإنجليزية: Ideaworks Game Studio) هي شركة بريطانية مطورة لألعاب الفيديو ، تأسست عام 1998.

## الألعاب
- ريزدنت إيفل: ديجنريشن
- موست ونتد
- نيد فور سبيد: أندر كفر
- السيمز 2
- نيد فور سبيد: أندرجراوند 2
- تومب رايدر
- قائمة ألعاب آيديا ووركز جيم ستوديو

## وصلات خارجية
- الموقع الرسمي